# 1,2-bis(dimethylfosfano)ethaan
1,2-bis(dimethylfosfano)ethaan, meestal vanuit het Engels afgekort tot DMPE (1,2-bis(dimethylphosphino)ethane), is een veelgebruikt difosfineligand in de coördinatiechemie.

## Synthese
1,2-bis(dimethylfosfano)ethaan kan gesynthetiseerd worden via de reactie van methylmagnesiumjodide (een Grignard-reagens) en 1,2-bis(dichloorfosfano)ethaan:
{\displaystyle {\ce {Cl2P(CH2)2PCl2 + 4CH3MgI -> (CH3)2P(CH2)2P(CH3)2 + 4MgICl}}}